# Argyrophorodes dubiefalis
Argyrophorodes dubiefalis là một loài bướm đêm trong họ Crambidae.